# Perdita subfasciata
Perdita subfasciata är en biart som beskrevs av Cockerell 1897. Perdita subfasciata ingår i släktet Perdita och familjen grävbin. Inga underarter finns listade i Catalogue of Life.